# إدوارد دوبلان
إدوارد دوبلان (بالفرنسية: Édouard Duplan) (مواليد 13 مايو 1983) هو لاعب كرة قدم فرنسي يجيد اللعب في مركز الجناح الهجومي الأيمن ويلعب أيضًا كجناح هجومي أيسر ولاعب خط وسط مهاجم ، ويلعب حاليًا لنادي أدو دين هاغ الهولندي.

## روابط خارجية
- إدوارد دوبلان على موقع رابطة كرة القدم الفرنسية للمحترفين (الإنجليزية)
- إدوارد دوبلان على موقع قاعدة بيانات كرة القدم.إي يو (الإنجليزية)
- إدوارد دوبلان على موقع Soccerbase.com (لاعب) (الإنجليزية)
- إدوارد دوبلان على موقع Soccerway.com (الإنجليزية)
- Édouard Duplan